# Ensalada de jamón
La ensalada de jamón es una especialidad de la América anglosajona muy relacionada con la ensalada de pollo, de huevo y de atún. De la misma forma las ensaladas fundamentadas en almidón como puede ser la de patata, pasta y Legumbres. Se trata de una ensalada muy habitual de Pensilvania (Estados Unidos). Este tipo de ensalada contiene condimentos como mahonesa, eneldo o encurtidos dulces, tomates, apio, pepino y cebollas. Es una ensalada que se sirve fría, al igual que otras ensaladas americanas posee diversas recetas. En algunos casos el contenido de la ensalada va a parar a sándwiches. 

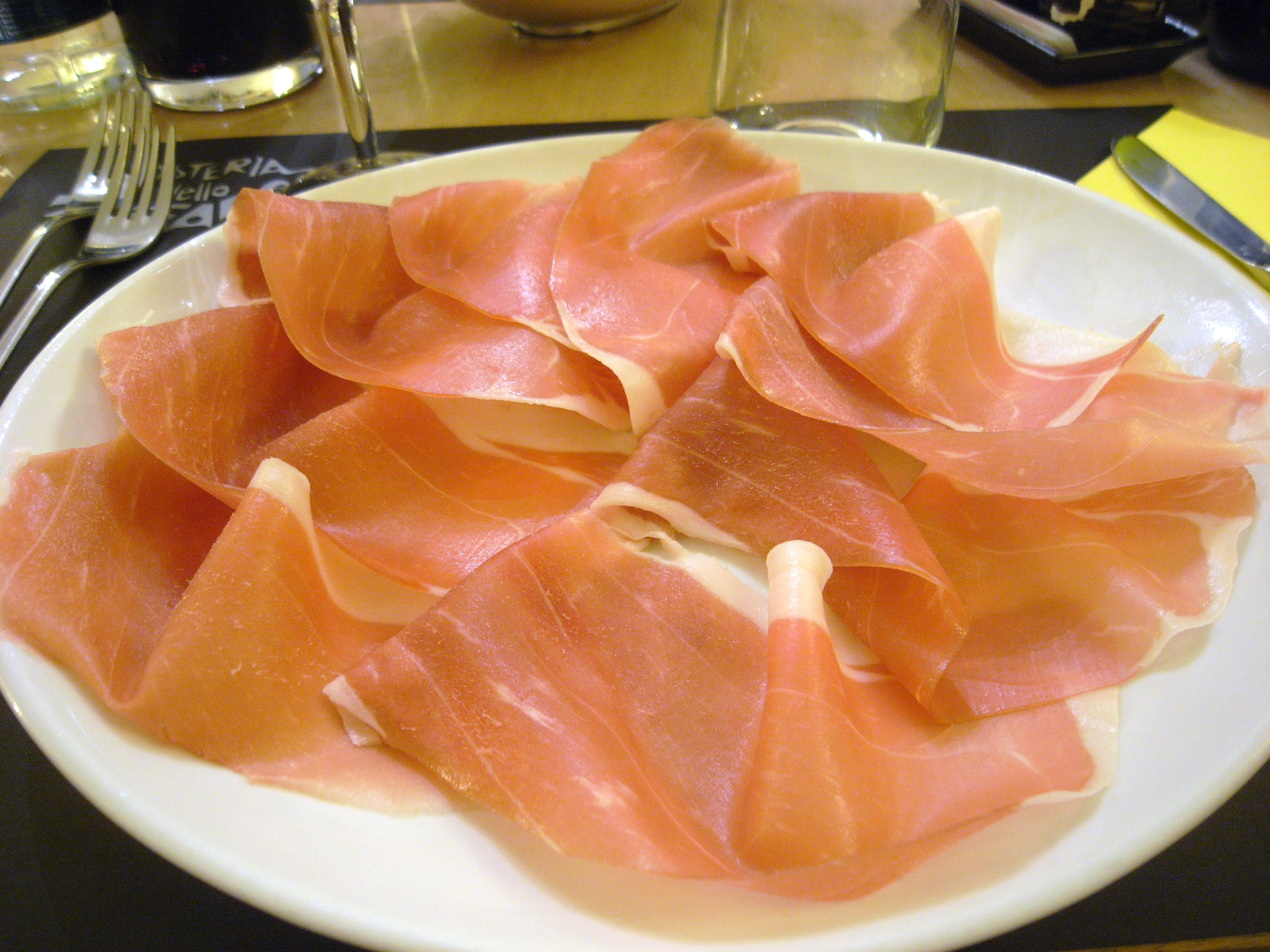
Ensalda de jamón elaborado con prosciutto di Parma.